# UCI-Trial-Weltcup 2012
Beim UCI-Trial-Weltcup 2012 wurden durch die Union Cycliste Internationale die Weltcupsieger im Trial ermittelt.

## Ablauf
Der Weltcup 2012 bestand aus fünf Läufen von Juni bis September:
- Aalter: 1.–3. Juni
- Val-d’Isère: 26.–28. Juli
- Antwerpen: 17.–19. August
- Pra-Loup: 24.–26. August
- Genf: 21.–23. September

Der Austragungsmodus erfuhr eine Änderung, indem das Finale um eine zweite Phase erweitert wurde. Die erste Phase wurde wie zuvor von den acht besten Fahrern des Halbfinals bestritten und bestand aus zwei Runden über je sechs Sektionen. Die zweite, neue Phase, auch „Super-Finale“ genannt, bestand aus vier zusätzlichen Sektionen, die nur von den besten vier Fahrern bestritten wurden.

## Männer 20 Zoll
In der 20-Zoll-Klasse kamen 54 Fahrer in die Wertung. Der mehrfache Weltmeister in der 20-Zoll-Wertung, Benito Ros, war im Vorjahr während der Weltmeisterschaften 2011 positiv auf die verbotene Substanz Prednisolon getestet worden, fuhr jedoch im Weltcup weiter, während sich sein Verfahren hinzog. Erst nach drei Jahren fiel eine Entscheidung, Ros wurde rückwirkend für zwei Jahre vom 3. September 2011 bis zum 2. September 2013 gesperrt, seine in dieser Zeit erzielten Ergebnisse wurden annulliert. In der UCI-Datenbank wurden seine Einzelergebnisse im Weltcup gestrichen und die nachfolgenden Fahrer um je einen Platz aufgerückt. In den ebenfalls von der UCI publizierten Palmarès des Gesamt-Weltcups hat sein dritter Rang 2012 jedoch noch stets Bestand.
| # | Datum         | Ort         | Erster           | Zweiter          | Dritter          |
| - | ------------- | ----------- | ---------------- | ---------------- | ---------------- |
| 1 | 3. Juni       | Aalter      | Vincent Hermance | Abel Mustieles   | Carles Diaz      |
| 2 | 28. Juli      | Val-d’Isère | Vincent Hermance | Abel Mustieles   | Marius Merger    |
| 3 | 19. August    | Antwerpen   | Abel Mustieles   | Vincent Hermance | Rick Koekoek     |
| 4 | 26. August    | Pra-Loup    | Abel Mustieles   | Rick Koekoek     | Vincent Hermance |
| 5 | 23. September | Genf        | Abel Mustieles   | Vincent Hermance | Rick Koekoek     |

Gesamtwertung
| Platz | Name             | Punkte |
| ----- | ---------------- | ------ |
| 1     | Abel Mustieles   | 580    |
| 2     | Vincent Hermance | 560    |
| 3     | Benito Ros       | 555    |
| 4     | Rick Koekoek     | 490    |
| 5     | Ion Areitio      | 430    |
| 6     | Ján Kočiš        | 400    |

## Männer 26 Zoll
In der 26-Zoll-Klasse gab es 78 Teilnehmer.
| # | Datum         | Ort         | Erster             | Zweiter             | Dritter            |
| - | ------------- | ----------- | ------------------ | ------------------- | ------------------ |
| 1 | 3. Juni       | Aalter      | Gilles Coustellier | Kenny Belaey        | Jack Carthy        |
| 2 | 28. Juli      | Val-d’Isère | Gilles Coustellier | Iciar Van den Bergh | Aurélien Fontenoy  |
| 3 | 19. August    | Antwerpen   | Gilles Coustellier | Kenny Belaey        | Jack Carthy        |
| 4 | 26. August    | Pra-Loup    | Gilles Coustellier | Jack Carthy         | Nicolas Vuillermot |
| 5 | 23. September | Genf        | Gilles Coustellier | Aurélien Fontenoy   | Jack Carthy        |

Gesamtwertung
| Platz | Name               | Punkte |
| ----- | ------------------ | ------ |
| 1     | Gilles Coustellier | 625    |
| 2     | Aurélien Fontenoy  | 510    |
| 3     | Jack Carthy        | 500    |
| 4     | Nicolas Vuillermot | 460    |
| 5     | Guillaume Dunand   | 450    |
| 6     | László Hegedűs     | 400    |

## Frauen
Der Frauen-Weltcup zählte 15 Teilnehmerinnen aus neun Nationen.
| # | Datum         | Ort         | Erste             | Zweite                    | Dritte            |
| - | ------------- | ----------- | ----------------- | ------------------------- | ----------------- |
| 1 | 3. Juni       | Aalter      | Andrea Wesp       | Ann-Christin Bettenhausen | Romina Fix        |
| 2 | 28. Juli      | Val-d’Isère | Tatiana Janíčková | Andrea Wesp               | Kristína Sýkorová |
| 3 | 19. August    | Antwerpen   | Gemma Abant       | Tatiana Janíčková         | Janine Jungfels   |
| 4 | 26. August    | Pra-Loup    | Janine Jungfels   | Tatiana Janíčková         | Gemma Abant       |
| 5 | 23. September | Genf        | Janine Jungfels   | Tatiana Janíčková         | Kristína Sýkorová |

Gesamtwertung
| Platz | Name                      | Punkte |
| ----- | ------------------------- | ------ |
| 1     | Tatiana Janíčková         | 545    |
| 2     | Andrea Wesp               | 515    |
| 3     | Ann-Christin Bettenhausen | 490    |
| 4     | Lua Vizcaino              | 435    |
| 5     | Kristína Sýkorová         | 410    |
| 6     | Debi Studer               | 410    |